# نيكيتا ألكسيف
نيكيتا ألكسيف (الروسية: Алексеев, Никита Сергеевич) هو لاعب كرة قدم روسي في مركز حراسة المرمى، ولد في 9 يناير 2002 في Lukino, Nizhny Novgorod Oblast ‏ في روسيا.